# Pfarrkirche Theißenegg

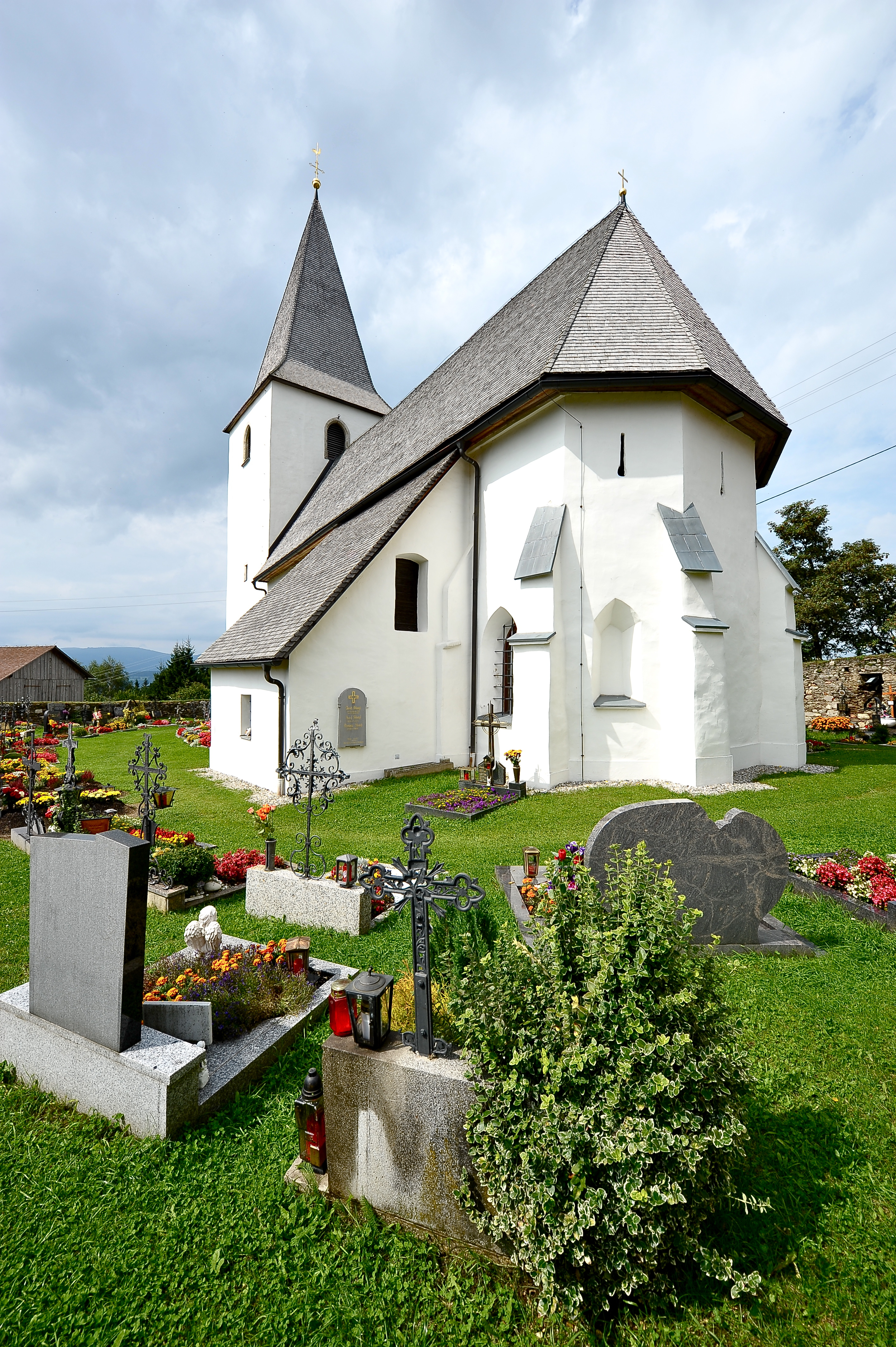
Katholische Pfarrkirche hl. Magdalena in Theißenegg

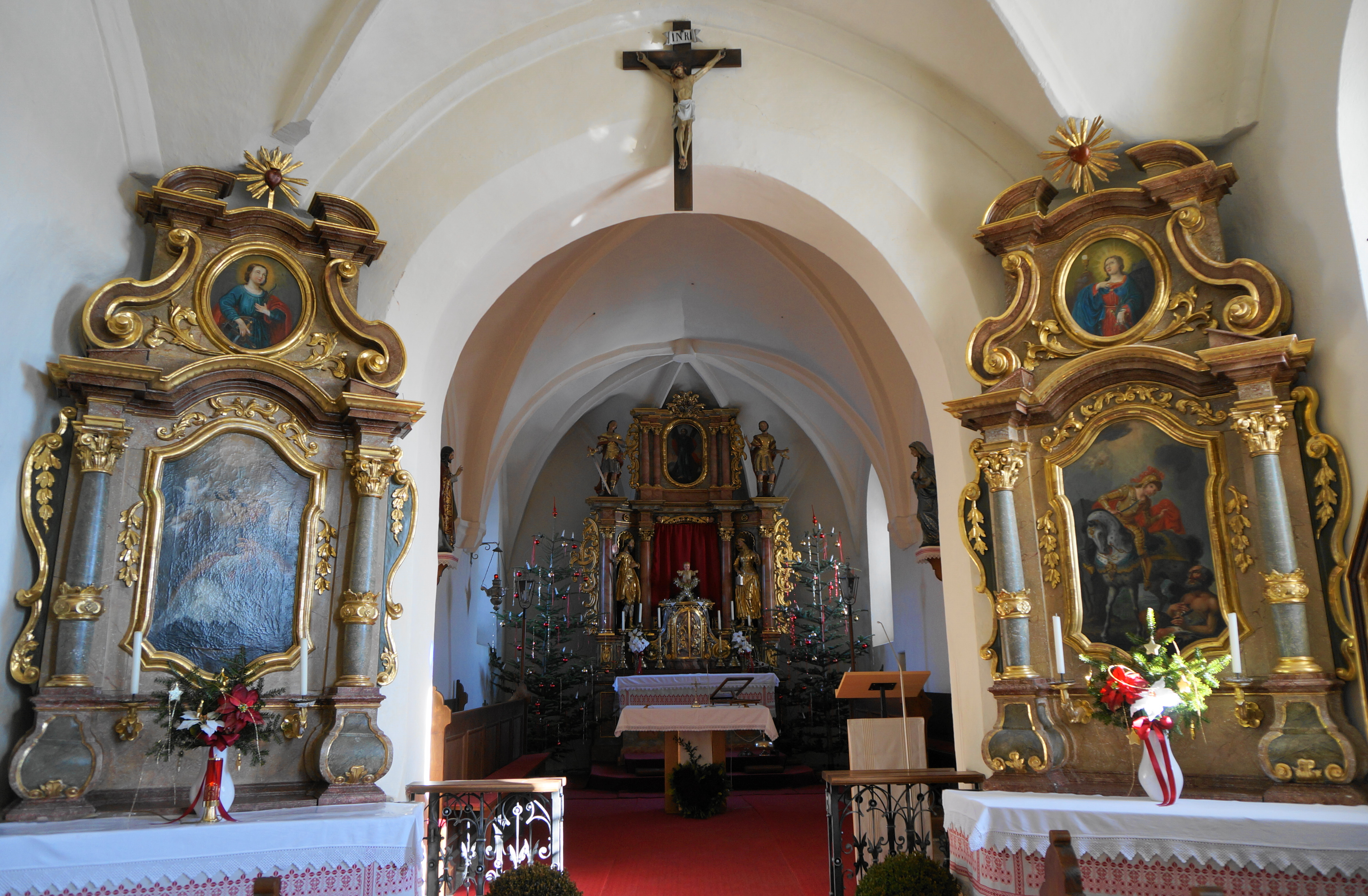
Im Langhaus zum Chor, Hochaltar und Seitenaltäre

Die Pfarrkirche Theißenegg steht im Bergdorf Theißenegg in der Stadtgemeinde Wolfsberg im Bezirk Wolfsberg in Kärnten. Die dem Patrozinium der heiligen Maria Magdalena unterstellte römisch-katholische Pfarrkirche gehört zum Dekanat Wolfsberg in der Diözese Gurk-Klagenfurt. Die Kirche und der Friedhof stehen unter Denkmalschutz (Listeneintrag).

## Geschichte
Eine Pfarre bestand urkundlich vor 1464. Bis 1616 ist das Patrozinium hl. Andreas genannt, mit 1754 hl. Maria Magdalena.
Der gotische und im Kern romanische Wehrkirche hat ein Wehrobergeschoß mit Schießscharten über dem Langhaus und Chor. 1993 war eine Innenrestaurierung mit der Wiederherstellung der barocken Farbigkeit.

## Architektur
Die ehemalige Wehrkirche ist von einer nur teils abgetragenen Wehrmauer mit Schießscharten und zwei rundbogigen Portalen umgeben.
Das Kirchenäußere zeigt sich mit einem Westturm in der Breite des Langhauses, der Turm hat spitzbogige Schallöffnungen und trägt ein Pyramidendach. Das gotische profilierte Westportal mit einem Tympanon auf Kragstein hat eine eisenbeschlagene Tür.
Das Kircheninnere zeigt ein zweijochiges Langhaus mit einem Kreuzrippengewölbe auf Konsolen aus Stuck. Die Holzempore steht im engen Turmerdgeschoß. 

## Ausstattung
Der Hochaltar um 1670/1680 hat eine Triumphbogenarchitektur über kleinem Sockel mit geknickten Seitenteilen.
Eine Glocke nennt Mathias Landsmann 1695.